# Napoleon korsar Alperna
Napoleon korsar Alperna eller Bonaparte korsar Sankt Bernhardspasset (franska: Bonaparte franchissant le Grand-Saint-Bernard) är en oljemålning av den franske konstnären Jacques-Louis David. Den målades i fem versioner mellan 1800 och 1805.
Målningen visar Napoleon under hans våghalsiga fälttåg med ”reservarmén” över Alperna via Sankt Bernhardspasset. Genom den överraskande manövern dök han oväntat upp i ryggen på den österrikiska armén i Norditalien. Efter slaget vid Marengo säkerställde Napoleon franskt herravälde över Norditalien. Året var 1800 och han hade året innan utnämnts till förste konsul. År 1804 krönte han sig själv till kejsare i Notre-Dame de Paris, något David avbildade i målningen Napoleons kröning.    
David var den strama nyklassicismen främste förmedlare i Frankrike. David var politiskt verksam som jakobin, stödde den franska revolutionen och dess ledare Maximilien de Robespierre. Men efter Robespierres avrättning och skräckväldets slut 1794 fängslades han. Napoleon benådade dock honom och han blev sedermera propaganda- och hovmålare hos denne. I denna idealiserande målning görs referenser till två av världshistoriens främsta fältherrar, Hannibal och Karl den store, som båda framgångsrikt korsat Alperna. Deras namn är skrivna på stenarna ner till på målningen.     
Den första versionen målades 1800 på beställning av Karl IV av Spanien för att hängas upp i hans palats i Madrid. När Frankrike invaderade Spanien 1808 och Joseph Bonapartes utnämndes till spansk kung hamnade tavlan i dennes ägo. När Joseph flydde till USA efter Napoleons fall 1815 tog han med sig tavlan. Den var i familjens ägo till 1949 då Eugenie Bonaparte donerade den till Château de Malmaison där den är utställd idag.      
Innan David levererade ursprungsmålningen till det spanska hovet visade han upp den i Paris. Napoleon fick syn på målningen och beställde då tre kopior av den. Han bestämde att de tre målningarna skulle var utställda i Château de Saint-Cloud, i Hôtel des Invalides och i palatset för Cisalpinska republiken i Milano, staden som hamnat under franskt styre efter Napoleons fälttåg över Alperna. Efter Napoleons förlust 1814 togs Saint-Cloudversionen som krigsbyte av den preussiska generalen Gebhard Leberecht von Blücher för Fredrik Vilhelm III av Preussens räkning. Den är idag utställd i Charlottenburgs slott i Berlin. Hôtel des Invalides-versionen arkiverades under några år, men visas sedan 1837 på Versailles efter beslut av Ludvig Filip I av Frankrike. Milanoversionen lade österrikarna beslag på och är sedan 1834 utställd på Österreichische Galerie Belvedere i Wien.   
David målade även en femte version som han behöll själv. Hans dotter donerade målningen till Napoleon III. Sedan 1979 ingår målningen i slottet Versailles samlingar. Det finns små variationer mellan målningar, framför allt färgen på Napoleons häst och kappa.  
En gravyr av Napoleon korsar Alperna syns i John Everett Millais målning The Black Brunswicker (1860).
| Bild | Titel                                                                  | Museum                            | Stad          | Storlek (cm)  | År      |
| ---- | ---------------------------------------------------------------------- | --------------------------------- | ------------- | ------------- | ------- |
|      | Le Premier Consul franchissant les Alpes au col du Grand Saint-Bernard | Château de Malmaison              | utanför Paris | 259 × 221     | 1800    |
|      | Napoléon Bonaparte zu Pferde den Sankt Bernhard überschreitend         | Charlottenburgs slott             | Berlin        | 260 × 226     | 1801    |
|      | Bonaparte franchissant le mont Saint-Bernard, 20 mai 1800              | Versailles                        | utanför Paris | 273 × 234     | 1802    |
|      | Napoleon am Großen St. Bernhard                                        | Österreichische Galerie Belvedere | Wien          | 275 × 232     | 1801    |
|      | Bonaparte franchissant le mont Saint-Bernard, 20 mai 1800              | Versailles                        | utanför Paris | 268,5 x 224,3 | Ca 1805 |